# David Lengel
David Lengel (New York, 25 maart 1982) is een Amerikaanse acteur.

## Biografie
Lengel groeide op in het New Yorkse wijk stadsdeel Queens. Later ging hij naar de Fiorello H. LaGuardia High School of Music and Art and Performing Arts in Manhattan.
Hij begon zijn carrière in 1997 met de korte film Ballons, Streamers. Later was hij te zien in series als: Criminal Minds, Everybody Hates Chris, Masters of Sex, icarly, 90210, Dexter, Superstore, Speechless en NCIS. 
Buiten zijn werk binnen film en tv doet Lengel, ook aan theater.

## Filmografie
- 1997: Balloons, Streamers (korte film)
- 2005: Wanted (tv-serie, 1 aflevering)
- 2007: Everybody Hates Chris (tv-serie, 1 aflevering)
- 2007: Criminal Minds (tv-serie, 1 aflevering)
- 2008: House (tv-serie, 1 aflevering)
- 2009: The Amazing Mrs. Novak (tv-film)
- 2010: iCarly (tv-serie, 1 aflevering)
- 2011: L.A. Noire (videogame, stem)
- 2011: 90210 (tv-serie, 1 aflevering)
- 2011: Private Practice (tv-serie, 1 aflevering)
- 2011: Parenthood (tv-serie, 1 aflevering)
- 2012: Issues (tv-serie, 1 aflevering)
- 2012: Dexter (tv-serie, 1 aflevering)
- 2012: Hitman: Absolution (videogame, stem)
- 2013: Touch (tv-serie, 1 aflevering)
- 2014: Sam & Cat (tv-serie, 1 aflevering)
- 2014: Rake (tv-serie, 3 afleveringen)
- 2014: Masters of Sex (tv-serie, 1 aflevering)
- 2015: House of Lies (tv-serie, 1 aflevering)
- 2015: Scorpion (tv-serie, 1 aflevering)
- 2015: Grace and Frankie (tv-serie, 1 aflevering)
- 2015: Ray Donovan (tv-serie, 1 aflevering)
- 2015: Pure Love (film)
- 2015-2016: Henry Danger (tv-serie, 5 afleveringen)
- 2016: Togetherness (tv-serie, 1 aflevering)
- 2016: Road to the Well (film)
- 2016: Dr. Ken (tv-serie, 3 afleveringen)
- 2016: NCIS (tv-serie, 1 aflevering)
- 2016–2017: Speechless (tv-serie, 2 afleveringen)
- 2016 - heden Bosch (tv-serie)
- 2017: Colony (tv-serie, 1 aflevering)
- 2017: I'm Dying Up Here (tv-serie, 1 aflevering)
- 2017: Adam Ruins Everything (tv-serie, 1 aflevering)
- 2018: Superstore (tv-serie, 1 aflevering)
- 2018: Happy Together (tv-serie, 1 aflevering)
- 2018–2019: Bizaardvark (tv-serie, 5 afleveringen)
- 2019: Richard Jewell (film)
- 2020: Subs (tv-serie, 3 afleveringen)
- 2021: WandaVision (tv-serie, 6 afleveringen)
- 2021: Coming 2 America (film)
- 2023: Shazam! Fury of the Gods (film)
- 2024: Agatha All Along (tv-serie, 2 afleveringen)
- 2025: Bride Hard (film)